# Thereianthus
Thereianthus es un género de plantas perennes, bulbosas, oriundas del sudoeste de Sudáfrica, pertenecientes a la familia Iridaceae. Comprende 39 especies descritas y de estas, solo 8 aceptadas.
Las flores de las especies de este género son azules, púrpuras o blancas. Está relacionado con Micranthus, del cual se diferencia por no presentar brácteas membranosas rodeando la inflorescencia. Comprende 8 especies que florecen en los meses secos del verano.

## Taxonomía
El género fue descrito por Gwendoline Joyce Lewis y publicado en Journal of South African Botany 7: 33. 1941.

## Especies aceptadas
A continuación se brinda un listado de las especies del género Thereianthus aceptadas hasta marzo de 2015, ordenadas alfabéticamente. Para cada una se indica el nombre binomial seguido del autor, abreviado según las convenciones y usos.	
- Thereianthus bracteolatus  ( Lam.) G.J.Lewis
- Thereianthus ixioides G.J.Lewis
- Thereianthus juncifolius (Baker) G.J.Lewis
- Thereianthus longicollis (Schltr.) G.J.Lewis
- Thereianthus minutus (Klatt) G.J.Lewis
- Thereianthus montanus J.C.Manning & Goldblatt
- Thereianthus racemosus (Klatt) G.J.Lewis
- Thereianthus spicatus (L.) G.J.Lewis